# 鏡の国のアリス (広瀬正)
『鏡の国のアリス』（かがみのくにのアリス）は、広瀬正による日本のSF小説作品。1973年の第4回星雲賞日本長編部門の受賞作品である。
1972年6月（1972年3月9日の広瀬の死去の３ヶ月後）に河出書房新社より書き下ろしで発刊された。
その後、集英社文庫の広瀬正小説全集の4巻『鏡の国のアリス』として発売されている。集英社文庫版には短編「フォボスとディモス」（未発表遺作）、「遊覧バスは何を見た」（『小説宝石』1971年12月号掲載）、「おねえさんはあそこに」（『宇宙塵』1963年63号掲載）が並録されている。

## あらすじ
美容整形外科医のである「私」の元に、木崎浩一という青年が訪れる。自身の身体を女性の身体にできないか? と相談しに来たのだ。木崎はその理由を語った。
木崎は、この世界とは左右が逆転した世界からやって来たというのだ。ある日、男湯と女湯とで左右対称な作りをした銭湯でのんびり湯に浸ってくつろいでいた木崎は、気が付くと女湯にいた。そこは左右が逆になっていた世界だった。住んでいたはずのアパートは存在せず、友人たちに連絡しても木崎を知らなかった。警察も木崎の対応に困り、科学評論家で「左ききの会」を運営する朝比奈六郎が身元引受人となった。
朝比奈は木崎の話を聞きながら、鏡の仕組み、物質の対称性と非対称性、反物質の話、メビウスの輪やクラインの管などの解説を行う。木崎の肉体を調べてみると、心蔵や内臓も通常の人とは左右逆になっていた。
元の世界に戻るには、あの銭湯の女湯に入ってみるしか手はないのではないか? そう思い詰めて、木崎は美容整形の門を叩いたのだった。
「私」は木崎に、好意を持つ女性を紹介し、元の世界へ戻るという想いを断ち切る。この世界も、そう悪くないものだろ……と。